# 高屏馬口魚
高屏馬口魚（学名：Opsariichthys kaopingensis）为輻鰭魚綱鯉形目鯝科的一個種。

## 分布
本魚分布臺灣高雄市及屏東縣的溪流。

## 深度
水深0至5公尺。

## 特徵
本魚體延長而側扁，無肉稜。頭較大，吻端圓鈍，眼大，口裂中大，可延伸達眼前緣下方，上頷前端有微凹，體被中小型圓鱗。雄魚臀鰭延長，體背側為灰黑色，體側銀白色。雄魚背鰭及臀鰭具黑色條紋，頭下部呈亮黃色至淺橘黃色，胸鰭及腹鰭呈淺黃色，背鰭軟條10至11枚；臀鰭軟條11至12枚，側線鱗片45至48枚，體長可達11.4公分。

## 生態
本魚為初級淡水魚，喜棲息於平原河川中、下游的潭區或營養豐富的湖沼水域，活動於中上層。屬雜食性，以浮游動物、植物及小型無脊椎動物等為食。

## 經濟利用
可食用。